# Aeroporto di Jomsom
L'aeroporto di Jomsom (IATA: JMO, ICAO: VNJS) è un aeroporto a servizio della città di Jomsom, una città nel distretto del Mustang in Nepal. Serve come porta d'accesso al distretto del Mustang, che comprende Jomsom, Kagbeni, Tangbe e Lo Manthang, e al tempio di Muktinath, un popolare luogo di pellegrinaggio per i nepalesi e per i pellegrini indiani.

## Operazioni

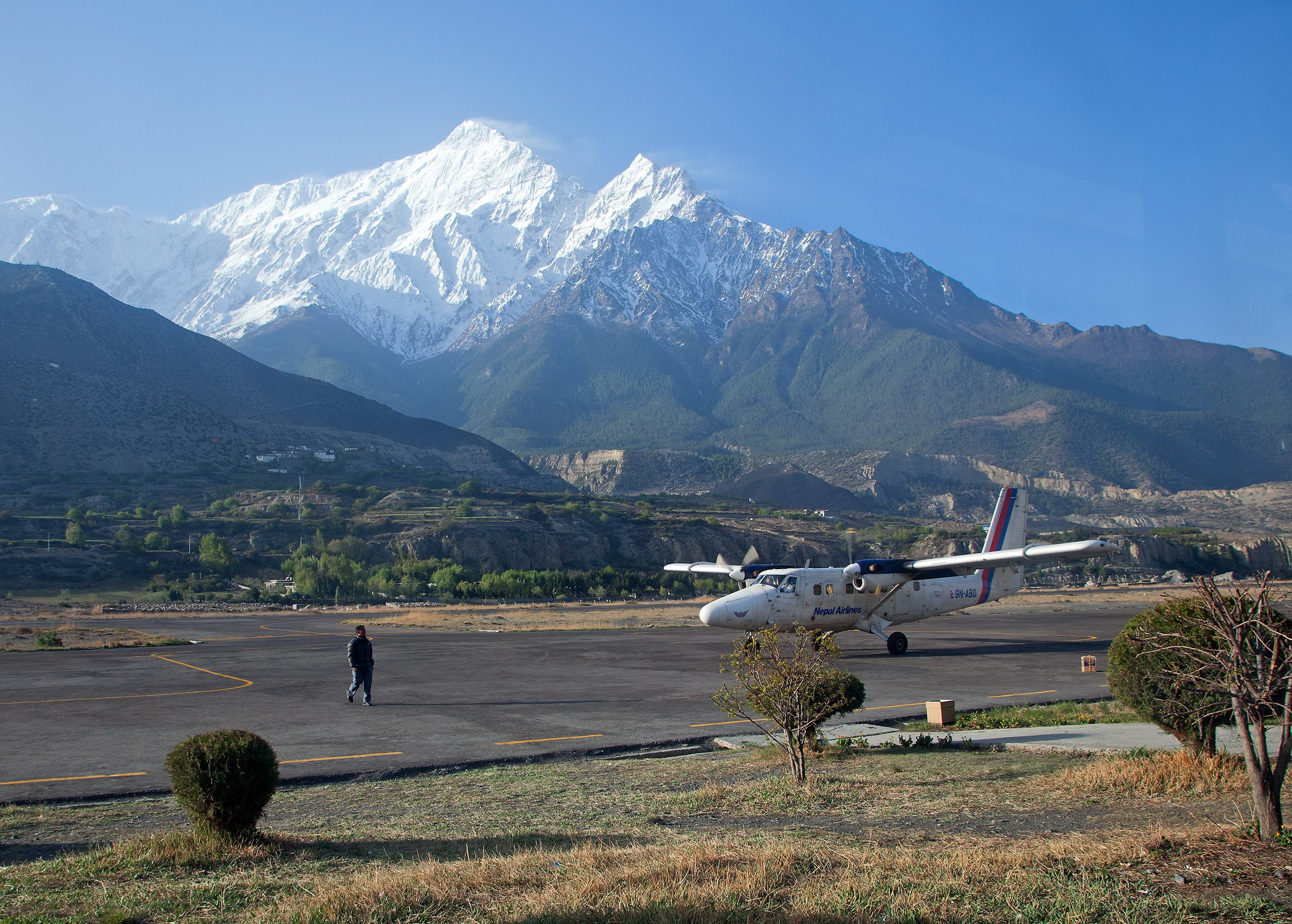
Un aeromobile della Nepal Airlines all'aeroporto di Jomsom.

Ci sono voli giornalieri tra l'aeroporto di Pokhara e Jomsom durante le ore diurne in presenza di bel tempo.
L'aeroporto è aperto tutto l'anno, ma la visibilità non è adeguata per il volo a vista per circa il 15% delle volte. Poiché la velocità del vento aumenta durante il giorno e le alte velocità spesso impediscono l'operatività dell'aeroporto dopo mezzogiorno, le compagnie aeree programmano i voli per Jomsom al mattino presto, quando la velocità del vento è bassa. Le compagnie aeree effettuano un servizio navetta tra Jomsom e Pokhara e gli aerei vengono girati il più rapidamente possibile in ogni aeroporto per completare il maggior numero di voli possibile prima che la velocità del vento a Jomsom diventi troppo elevata o la visibilità costringa a sospendere i voli.
Sebbene la distanza sia breve e il tempo di volo sia di soli 20 minuti, l'aeroporto di Jomsom si trova sul versante nord dell'Himalaya, mentre Pokhara si trova sul versante sud. Gli aerei STOL che servono questa rotta non sono in grado di volare alle altitudini necessarie per sorvolare l'Himalaya.
Il calore del sole nel distretto del Mustang provoca l'innalzamento dell'aria e attira forti venti da sud attraverso la gola del fiume Kali Gandaki, con conseguenti forti venti all'aeroporto di Jomsom dopo le prime ore del mattino. La copertura nuvolosa, la visibilità variabile e i venti forti spesso comportano ritardi nei voli o la chiusura dell'aeroporto.
Tra Pokhara e Jomsom ci sono montagne molto alte, tra cui il Dhaulagiri (8.167 m) e il Tukuche (6.920 m) a Ovest e il Nilgiri Himal (6.940 m) e l'Annapurna (8.091 m) a Est, che impediscono agli aerei di sorvolare le montagne e costituiscono un pericolo per gli aerei che attraversano la gola.
Con l'aeroporto di Jomsom situato alla testa della gola, il terreno alto a est e a ovest della gola rappresenta un pericolo per gli aerei in fase di avvicinamento all'aeroporto da sud o quando un avvicinamento da nord viene interrotto e si tenta una riattaccata.

## Strutture

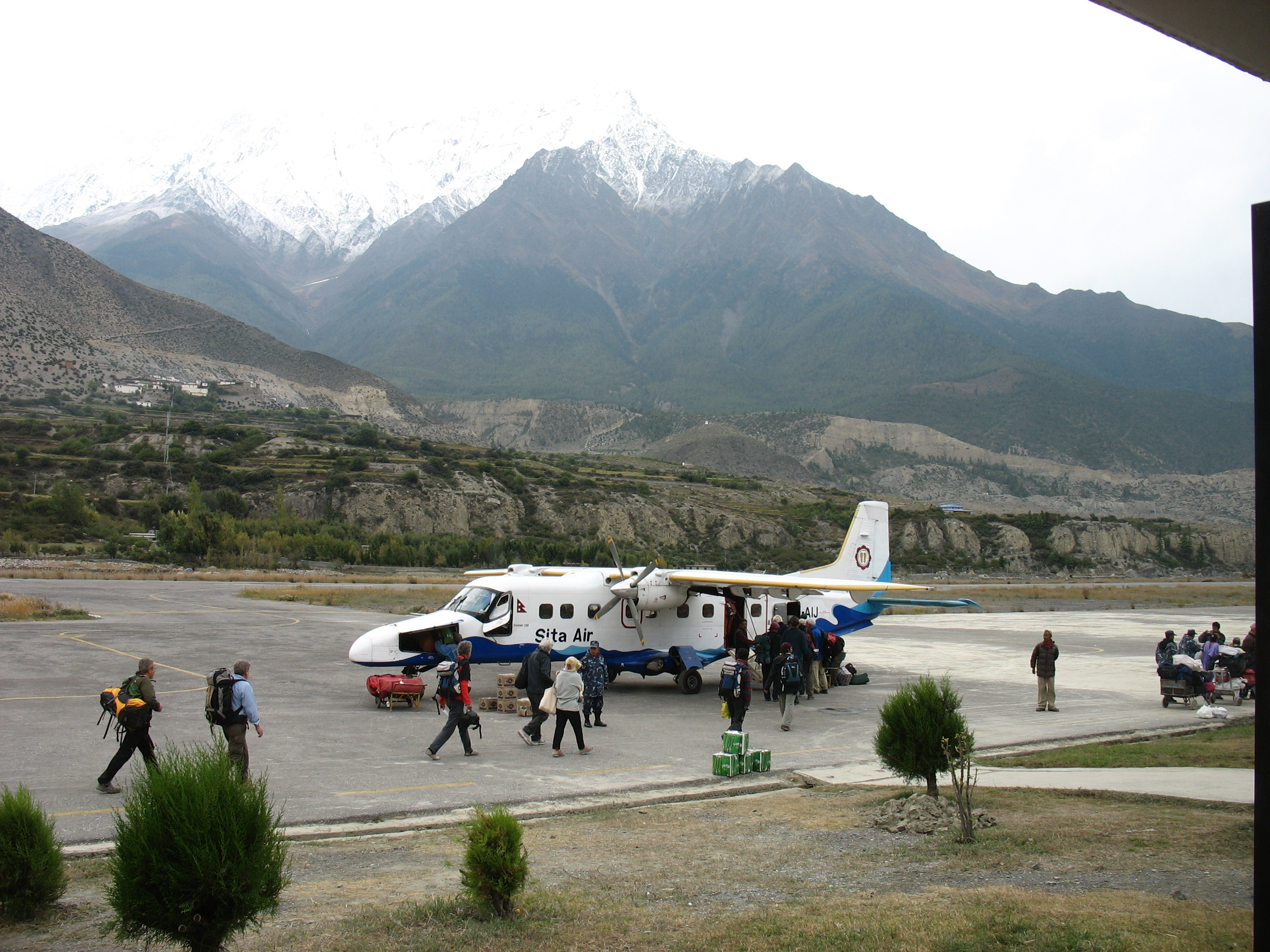
Un aeroplano della Sita Air durante le operazioni di imbarco.

L'aeroporto si trova ad un'elevazione rispetto al livello del mare di 2 736 metri (8 976 ft). Ha una sola pista in asfalto con QFU 06/24 che misura 739 metri di lunghezza e 20 di larghezza. Ha una pendenza del 1.75% verso l'alto per una lunghezza di 127 metri partendo dalla pista 06. È presente un terminal per i passeggeri.

## Incidenti
- 27 febbraio 1970: un de Havilland Canada DHC-6 Twin Otter della Nepalese Royal Flight si schiantò durante la fase di decollo uccidendo un passeggero. Tre passeggeri e un membro dell'equipaggio riuscirono a salvarsi.[3]
- 8 novembre 1993: un Harbin Y-12-II della Nepal Airways uscì dalla pista e cadde nel fiume. Non ci furono feriti e vittime.[4]
- 21 agosto 1998: un de Havilland Canada DHC-6 Twin Otter della Lumbini Airways in leasing dalla Air Transport Support Centre si schiantò sul Monte Annapurna vicino a Ghorepani a circa 7 000 piedi (2 100 m) di altezza. Tutti i 18 occupati morirono.[5]
- 22 agosto 2002: un de Havilland Canada DHC-6 Twin Otter della Shangri-La Air durante un volo a mezzogiorno si schiantò su una collina a 5 chilometri da Pokhara. La collina era completamente avvolta dalla nebbia e per i tre giorni successivi all'impatto ci fu una pioggia incessante. Tutti i 18 occupati, 3 membri dell'equipaggio e 15 passeggeri, morirono.[6]
- 14 maggio 2012: un Dornier 228 della Agni Air Flight CHT, durante un volo schedulato da Pokhara a Jomsom è precipitato su una collina vicino al villaggio di Marpha a 5 km dall'aeroporto di Jomsom uccidendo 15 delle 21 persone a bordo.[7]
- 16 maggio 2013: il volo Nepal Airlines 555 si è schiantato durante l'atterraggio a Jomsom. Sette dei ventuno a bordo sono rimasti gravemente feriti. Non ci sono state vittime, ma l'aereo è rimasto danneggiato irreparabilmente.[8]
- 24 febbraio 2016: il volo Tara Air 193, un DHC-6-400 Twin Otter con registrazione 9N-AHH operante un volo passeggeri di linea con 23 persone a bordo, è scomparso otto minuti dopo il decollo da Pokhara. Alcune ore dopo sono stati ritrovati i rottami e alcuni corpi carbonizzati. Non c'erano sopravvissuti.[9]
- 29 maggio 2022: il volo Tara Air 197 proveniente dall'aeroporto di Pokhara ha perso i contatti con l'ATC mentre si avvicinava a Jomsom. Il relitto è stato ritrovato 20 ore dopo sul fianco di una montagna a Thasang, nel distretto di Mustang; nessuno dei 22 passeggeri a bordo è sopravvissuto.[10]